# Smerinthulus perversa
Smerinthulus perversa là một loài bướm đêm thuộc họ Sphingidae. Nó được tìm thấy ở Đài Loan, Nepal, đông bắc Ấn Độ, miền bắc Myanmar, tây nam và miền nam Trung Quốc và Thái Lan.
Sải cánh dài 62–90 mm. Chúng giống với Smerinthulus dohrni.

## Phụ loài
- Smerinthulus perversa perversa (Nepal, đông bắc Ấn Độ, bắc Myanmar, tây nam Trung Quốc và Thái Lan)[2]
- Smerinthulus perversa flavomaculatus Inoue, 1990 (Taiwan)[3]
- Smerinthulus perversa pallidus Mell, 1922 (Nam Trung Hoa)[4]